# 陳思宏
陳思宏（1976年2月27日—）是一個旅居德國的臺灣作家、翻譯、演員。

## 生平
陳思宏成長於彰化縣永靖鄉，父母務農，為家中第9個小孩。2004年，他移居德國柏林，並繼續文學創作，同時也擔任翻譯、演員等，他也多次擔任柏林影展中文口譯。
2014年，他以短篇小說《廁所裡的鬼》獲得第10屆林榮三文學獎短篇小說首獎。2020年，他則以第2部長篇小說《鬼地方》獲頒第44屆金鼎獎文學圖書獎及2020台灣文學獎金典獎大獎。

### 私人生活
陳思宏為男同性戀者，他與交往多年的男友已在德國完成伴侶登記。

### 成長歷程
陳思宏從小樂於學習語文與閱讀。陳思宏成長於孩子眾多的家庭，父母將賺錢養家視為第一要務，比起鼓勵孩子唸書，更希望他們能幫忙家中生意。雖並未得到鼓勵，陳思宏的熱情卻未因此消減。他從父親訂閱的民生報，以及姊姊書架上九歌、爾雅的出版書籍，累積自己的閱讀經驗。小學中年級起，陳思宏不再滿足於單純閱讀。九歲時，他在稿紙上完成自己的第一部小說。學校老師看出陳思宏對閱讀與寫作的熱忱，也推派其代表班級參加作文比賽。
高中時期，陳思宏確認自身同志性向，當時卻難得到家人理解，也因外型受到同儕譏笑。青春期的陳思宏以寫作作為自身抒發的出口，奠下基礎。在大學之後因獲得多個文學獎項，自此走上作家之路。

## 創作風格
陳思宏的文學創作以小說為主，常見主題涵括異鄉與家鄉、性別與身體、死生的迷惘、情感的救贖。其寫作風格濃烈華麗，特色包含敘事緊湊華麗、人物情節生動、筆鋒犀利等等。小說中時常發生光怪陸離的橋段，據陳思宏本人自述，其中不乏為自身所遇到的真實事件改編而成：「人間的荒謬，很多時候是我們寫小說的人也趕不上的。」
《鬼地方》編輯鄭建宗評論陳思宏作品的獨特之處：「文學小說容易陷入自我耽溺，或是文字密度高，但扁平。陳思宏不一樣，他的字濃烈，故事裡的每個角色塑造，都很立體。」

## 著作

### 長篇小說
- 《態度》（2007年，INK印刻）
- 《鬼地方》（2019年，鏡文學）

［英文譯本］Darryl Sterk, Ghost Town (New York: Europa Editions, 2022)
［波蘭文譯本］Jarosław Zawadzki, Upiorne miejsce (Białystok: Wydawnictwo Mova, 2023)
［日文譯本］三須祐介, 亡霊の地 (東京: 早川書房, 2023)
［希臘文譯本］Ioulis Stamatiou, Πόλη φάντασμα (Athens: Enplo Editions, 2023)
［越南文譯本］Nguyễn Vinh Chi, VÙNG ĐẤT QUỶ THA MA BẮT (Hanoi: Nhã Nam, 2023)
［法文譯本］Emmanuelle Pechenart, Ghost Town (Paris: Éditions du Seuil, 2023)
［韓文譯本］Kim Tae-seong, 귀신들의 땅 (Seoul: Minumsa Books, 2023)
［芬蘭文譯本］Rauno Sainio, Aavekaupunki (Helsinki: Aula & Co, 2024)
［烏克蘭文譯本］Oleksandr Bespal, Місто привидів (Kyiv: Safran Book, 2024)
［泰文譯本］Siwinee Triamchanchuchai, โกสต์ทาวน์ (Bangkok: Page Publishing, 2024)
［義大利文譯本］Silvia Pozzi, Città fantasma (Rome: Edizioni E/O, 2025)
［德文譯本］Monika Li, Geisterdämmerung (Berlin: Matthes & Seitz Berlin, 2025)
- 《佛羅里達變形記》（2020年，鏡文學）
- 《樓上的好人》（2022年，鏡文學）

［日文譯本］白水紀子, 二階のいい人 (東京: 早川書房, 2024)
- 《第六十七隻穿山甲》（2023年，鏡文學）

［韓文譯本］Kim Tae-seong, 67번째 천산갑 (Seoul: Minumsa Books, 2024)
- 《社頭三姊妹》（2025年，鏡文學）

### 短篇小說集
- 《指甲長花的世代》（2002年，麥田）
- 《營火鬼道》（2003年，麥田）
- 《去過敏的三種方法》（2015年，九歌）

### 散文
- 《叛逆柏林》（2011年，健行）
- 《柏林繼續叛逆：寫給自由》（2014年，健行）
- 《第九個身體》（2018年，九歌）

## 演出作品

### 電影
- 《曖昧》（Ghosted，2009年）
- 《宮保雞丁》（Kung Bao Huhn，2010年，短片）
- 《全球玩家（德语：Global Player – Wo wir sind isch vorne）》（Global Player - Wo wir sind isch vorne，2013年）

### 影集
- 《混蛋》S2E5（jerks.，2018年）

## 外部連結
- 陳思宏的Facebook專頁
- 陳思宏的Instagram帳戶
- 陳思宏在互联网电影资料库（IMDb）上的資料（英文）